# Gola Gianni
Gola Gianni ist ein österreichischer Rapper.

## Leben
Gola Gianni wuchs in Indonesien und den Vereinigten Staaten auf. Mit 16 Jahren zog er mit seiner Familie nach Wien. Obwohl er eher vom US-amerikanischen Rap geprägt ist, rappt er auf Deutsch und wurde in der österreichischen Rap-Community schnell als Newcomer wahrgenommen. Als Label konnte er in Deutschland bei Warner Music unterschreiben, in Österreich bei Universal Music Group. Er veröffentlichte 2023 das Album Sterbe Finessen. Im gleichen Jahr veröffentlichte er ein Feature mit dem französischen Rapper 8ruki. Mit dem Track 2 Handys landete er am 17. Oktober 2023 erstmals in den österreichischen Charts. 2024 folgte das Album 77, mit dem er Platz 95 der deutschen Albencharts erreichte.

## Musikstil
Musikalisch ist er vom US-amerikanischen Trap im Stile von Future und Three 6 Mafia inspiriert. Stilistisch orientiert ist er am Michigan Rap. Textlich behandelt er typische Trapthemen wie illegale Drogengeschäfte, Drogenkonsum und Designerklamotten.

## Diskografie

### Alben
- 2022: Unsympathisch (Universal Music)
- 2023: Sterbe Finessen (Universal Music)
- 2024: 77 (Atlantic Records Germany)

### EPs
- 2020: Golapack
- 2021: Golapack 2
- 2022: Golapack 3

### Singles
- 2020: 777
- 2020: Vanessa
- 2020: Chanel
- 2021: Fledermaus
- 2021: Mary Poppins
- 2021: Rio Flow
- 2021: Hockey (Paranoia)
- 2021: D.O.D. (mit Eli Preiss)
- 2021: Gucci Freestyle
- 2022: Ok Ok!
- 2022: Britney
- 2022: Toseina
- 2022: Dämonenzeit
- 2022: Silly
- 2022: Flex
- 2022: Veteran
- 2022: Runden
- 2023: FR?
- 2023: Priorität
- 2023: Sumpf (mit Endzone)
- 2023: 2 Handys
- 2023: wya?
- 2023: Shoppen
- 2024: Varis//Piena
- 2024: Cola
- 2024: In mein Bag
- 2024: Dubai
- 2024: wtm?
- 2024: Lyca
- 2024: Sickomode
- 2025: OKC
- 2025: Rodeo (AMPM) (mit Pau)
- 2025: Valentino Camo
- 2025: Real McCoy (mit Fournine)